# 1989: Dengang jeg var 5 år gammel
1989: Dengang jeg var 5 år gammel er en animationsfilm fra 2010 instrueret af Thor Ochsner efter manuskript af samme. Det er desuden en kortfilm på kun 10 minutter.

## Handling
Handlingen udspiller sig i oktober 1989.
Den 5-årige Thor er med sin far på vej i bil til lufthavnen for at hente sin mor, der lander med et fly fra Luxemburg, da der sker en ulykke. Det er denne virkelig hændelse, som er baggrunden for en historie, instruktøren har valgt at fortælle 21 år senere.